# Quận Franklin, Maine
Quận Franklin là một quận thuộc tiểu bang Maine, Hoa Kỳ. Quận lỵ đóng ở. Theo kết quả điều tra dân số năm 2000, quận có dân số 29.467 người Farmington6. Quận Franklin được lập ngày 9 tháng 5 năm 1838.

## Địa lý
Theo Cục thống kê dân số Hoa Kỳ, quận có diện tích 1744 dặm Anh vuông (4518 km2), trong đó có 2,67% là diện tích mặt nước hay 120 km2.

### Quận giáp ranh
- Quận Somerset, Maine - đông bắc
- Quận Kennebec, Maine - đông nam
- Quận Androscoggin, Maine - nam
- Quận Oxford, Maine - tây nam

## Thông tin nhân khẩu
Theo điều tra dân số tiến hành năm 20002, đã có 29.467 người, 11.806 hộ gia đình, và 7.744 gia đình sống trong quận hạt. Mật độ dân số là 17 người trên một dặm vuông (7/km ²). Có 19.159 đơn vị nhà ở với mật độ trung bình là 11 trên một dặm vuông (4/km ²). Cơ cấu chủng tộc của quận bao gồm 97,96% người da trắng, 0,24% da đen hay Mỹ gốc Phi, 0,37% người Mỹ bản xứ, 0,43% Châu Á, Thái Bình Dương 0,02%, 0,17% từ các chủng tộc khác, và 0,81% từ hai hoặc nhiều chủng tộc. 0,54% dân số là người Hispanic hay Latino thuộc một chủng tộc nào. 26,3% là tiếng Anh, 13,8%, Hoa Kỳ hay Mỹ, Pháp 12,2%, Ailen 9,2%, Pháp 7,9% Canada, và 5,3% gốc Scotland theo điều tra dân số năm 2000. 95,7% nói tiếng Anh và 2,9% nói tiếng Pháp là ngôn ngữ đầu tiên của họ.
Có 11.806 hộ, trong đó 29,50% có trẻ em dưới 18 tuổi sống chung với họ, 52,40% là đôi vợ chồng sống với nhau, 9,20% có một chủ hộ nữ và không có chồng, và 34,40% là các gia đình không. 25,80% hộ gia đình đã được tạo ra từ các cá nhân và 10,50% có người sống một mình 65 tuổi hoặc lớn tuổi hơn là người. Cỡ hộ trung bình là 2,40 và cỡ gia đình trung bình là 2,88.
Trong quận, độ tuổi dân cư với 23,50% dưới độ tuổi 18, 11,10% 18-24, 26,40% 25-44, 24,80% từ 45 đến 64, và 14,20% từ 65 tuổi trở lên người. Độ tuổi trung bình là 38 năm. Đối với mỗi 100 nữ có 93,40 nam giới. Đối với mỗi 100 nữ 18 tuổi trở lên, đã có 89,20 nam giới.
Thu nhập trung bình cho một hộ gia đình trong quận đạt 31.459 USD, và thu nhập trung bình cho một gia đình là 37.863 USD. Phái nam có thu nhập trung bình 30.475 đô la Mỹ so với 20.442 USD của phái nữ. Thu nhập bình quân đầu người đạt 15.796 USD. Có 10,70% gia đình và 14,60% dân số sống dưới mức nghèo khổ, bao gồm 17,90% những người dưới 18 tuổi và 9,50% của những người 65 tuổi hoặc hơn.
Bản mẫu:Maine